# Албинари (Прахова)
Албинари (рум. Albinari) насеље је у Румунији у округу Прахова у општини Аричештиј Зелетин. Oпштина се налази на надморској висини од 451 m.

## Становништво
Према подацима из 2002. године у насељу је живело 274 становника, од којих су сви румунске националности.